# Centre de recherches sur les communications Canada
Pour les articles homonymes, voir CRC.

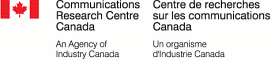
Centre de recherches sur les communications (CRC)

Le Centre de recherches sur les communications Canada (CRC) est le laboratoire scientifique de recherche-développement (R&D) de technologies sans fil du gouvernement canadien. Ses activités sont axées sur l'exploitation efficace du spectre des radiofréquences et sa mission consiste à :
- Réaliser des activités de R‑D sur les technologies sans fil pour favoriser l’exploitation efficace du spectre des radiofréquences et offrir au gouvernement sa principale source de connaissances scientifiques et de conseils techniques sur la gestion du spectre, la réglementation et les politiques ;
- Satisfaire aux exigences opérationnelles fondamentales des ministères et organismes du gouvernement du Canada, comme la Défense nationale et la Sécurité publique, en matière de télécommunications sans fil ;
- Collaborer à des activités stratégiques de R‑D visant à tirer avantage des activités du CRC et à favoriser le transfert de connaissances et de technologies au profit de l’industrie canadienne, de l’économie et de la population canadienne.

## Historique
Le CRC a été officiellement fondé  en 1969, mais ses origines remontent à la fin des années 1940 et à la création du Conseil de recherches pour la défense du Canada (CRD). Le Centre de recherches sur les télécommunications de la défense (CRTD/DRTE), qui a existé de 1951 à 1969, faisait partie du CRD. En 1969, le gouvernement fédéral a mis sur pied le ministère des Communications. Le CRTD a alors été entièrement transféré au secteur de recherche du nouveau ministère et il a été renommé Centre de recherches sur les communications. En 1994, le CRC a été intégré à Industrie Canada. Tout au long de son histoire, le CRC a grandement contribué à l’essor du secteur des technologies de l’information et des communications, au Canada et à l’étranger.

## Réalisations
Le CRC a contribué à de nombreuses « premières » dans le domaine des communications canadiennes, dont un grand nombre dans le domaine des communications par satellite. En 1962, le CRTD, comme il s'appelait à l'époque, a lancé Alouette 1, le premier satellite canadien, ce qui a incité le Canada à créer son propre programme de satellites de communication. L'année 1976 a été marquée par le lancement d'HERMES, le premier satellite à grande puissance et le premier à utiliser la bande Ku à haute fréquence. En 1978, le CRC a présenté la première télédiffusion directe par satellite au monde grâce à HERMES; il s’agissait d’une partie de hockey des séries éliminatoires de la Coupe Stanley. Plus tard cette année-là, le CRC a fait une démonstration publique de Télidon, le système canadien de vidéotex et télétex qui a contribué à l’élaboration de normes internationales pour Internet. En 1983, le CRC a établi la première connexion internationale permanente à Internet, appelé d’ARPANET à l'époque. Bien d'autres premières qui ont eu une incidence sur les télécommunications canadiennes sont attribuables au CRC. Elles portent sur les systèmes sans fil, les fondements de la radio, p. ex. la radio réalisée par logiciel, les réseaux de communication, la photonique et le multimédia interactif.
Au fil des ans, le CRC a reçu de nombreuses marques de reconnaissance. En 1993, son programme Alouette - ISIS a été désigné l’une des 10 plus grandes réalisations du premier siècle de l’ingénierie au Canada. En 2007, le Programme-du-satellite Alouette 1 a été désigné Événement historique national. En 1995, le tout premier Prix Alouette de l’Institut aéronautique et spatial du Canada a été décerné à l’équipe SARSAT du CRC, dirigée par A. Winter, H. Werstiuk et B. Blevis, pour son apport à l’avancement de la technologie de recherche et sauvetage. Le CRC a gagné trois Emmys : le premier en 1987 pour son rôle dans la mise au point de la technologie de la bande Ku du satellite HERMES, le deuxième en 2009 pour sa participation à la normalisation du système de télévision numérique de l’Advanced Television Systems Committee (ATSC) et le troisième en 2012 pour ses travaux en vue de la normalisation de la mesure de la sonie dans le domaine de la radiodiffusion.  